# 2021 SG
2021 SG es un asteroide cercano a la Tierra, con un diámetro estimado de 42 a 94 m, que pasó aproximadamente a media distancia lunar de la Tierra el 16 de septiembre de 2021. Se acercó desde la dirección del Sol, por lo que fue invisible hasta un día después. Completa su órbita altamente excéntrica en 2.24 años. 2021 SG es un asteroide Apolo con un semieje mayor de 1.71 UA y un perihelio de 0.473 UA (cerca de Mercurio en el perihelio) hasta un afelio de 2.95 UA (entre Marte y Júpiter). Con una magnitud absoluta (H) de 24.0, es posiblemente el asteroide más grande que pasó a una distancia lunar de la Tierra durante 2021.